# Зайсанский артезианский бассейн
Зайсанский артезианский бассейн — артезианский бассейн в межгорной впадине между Южным Алтаем и Тарбагатаем. Площадь бассейна 30 км². Подземные воды в западной и южной частях в основном безнапорные. Залегают в антропогеновых песчаных с валунником или галькой отложениях, на глубине 100—120 м; в районе города Зайсан на глубине 3—5 м. Средняя минерализация вод 1,2—1,5 г/л, дебиты скважин 1—5 л/с. Подземные воды Южного Зайсана, приуроченные к верхнеплиоценовым отложениям, напорные. Залегают в песчаных и галечных отложениях, переслаивающихся пластами глин. Мощность водоносных горизонтов 2—15 м, минерализация вод 0,3—0,8 г/л. Дебиты скважин 3—7 л/с. В северной части бассейна расположены три водоносных горизонта верхнемеловых-палеогеновых и палеоген-неогеновых отложений мощностью от 1 до 10—15 м. Глубина залегания подземных вод в краевых частях 300 м, в центр, части 1200 м. Минерализация вод от 0,3—1,0 до 3—8 г/л, дебиты скважин 0,2—3,0 л/с. Воды бассейна используются для водоснабжения населённых пунктов и орошения сельскохозяйственных земель.